# The Palace of Auburn Hills
The Palace of Auburn Hills, sovint més conegut com a The Palace, és un pavelló esportiu multiusos situat a la localitat d'Auburn Hills, a Michigan. Des de la seva obertura el 1988 és la seu de l'equip de l'NBA dels Detroit Pistons, i des del 1998 també ho és de l'equip femení de la ciutat, les Detroit Shock, que competeixen a la WNBA. Al llarg de la seva història ha acollit també a diferents equips de diversos esports, ja desapareguts, així com nombrosos espectacles especiales i tota mena de concerts. És un dels estadis de l'NBA que té més afluència d'espectadors.

## Història
Abans que el Palace fos obert, els Pistons no tenien un estadi confortable. Entre el 1957 i el 1978 l'equip jugava a l'Olympia Stadium i el Cobo Arena, ambdós considerats petits pels propòsits de l'NBA. El 1978, el propietari de l'equip, William Davidson, els va recol·locar al Pontiac Silverdome, un enorme estadi concebut pel futbol americà, amb una gran capacitat pel públic però amb uns grans problemes de visió de l'espectacle.
Per a solucionar això, un grup controlat per Davidson va iniciar la construcció del Palace, acabant el 1988 amb un cost total aproximat de 70 milions de dòlars, i es va obrir al públic la temporada 1988-89. Des d'aleshores, quan un dels seus propietari guanya un títol, la direcció del pavelló canvia, actualment està situat a 5 Championship Drive (Avinguda dels 5 campionats), reflectint els 3 títols dels Pistons i els 2 de les Detroit Shock.

## Capacitat
El Palace of Auburn Hillsés actualment el segon pavelló amb més capacitat de l'NBA, això va ajudar els Pistons a aconseguir el rècord d'assistència entre els anys 2002 i 2006. La temporada 2006-07 s'ha vist superat pel dels Chicago Bulls, que juguen a l'enorme United Center.
La capacitat total del pavelló és de 22.076 espectadors pel bàsquet, que s'augmenta fins als 23.000 en concerts amb l'escenari al fons, i 24.276 amb l'escenari central.

## Llotges de luxe
El Palace es va construir amb 180 llotges de luxe, xifra que es va considerar desorbitada quan es va obrir, però que s'han mantingut llogades gairebé la seva totalitat des d'aleshores. El desembre del 2005 es van afegir 5 llotges més a nivell de terra, cada una d'elles amb 42 m², amb un cost de lloguer de 450.000 dòlars, i se'n van obrir 8 més el 2006 d'entre 74 i 112 m², per sota del nivell del pavelló, amb un preu de 350.000 dòlars anuals.
El lloguer d'aquest tipus de llotges ha permès que el pavelló sigui un dels cinc dintre de l'NBA que no hagi recurregut a la sponsorització del seu nom.